# Recker Moor

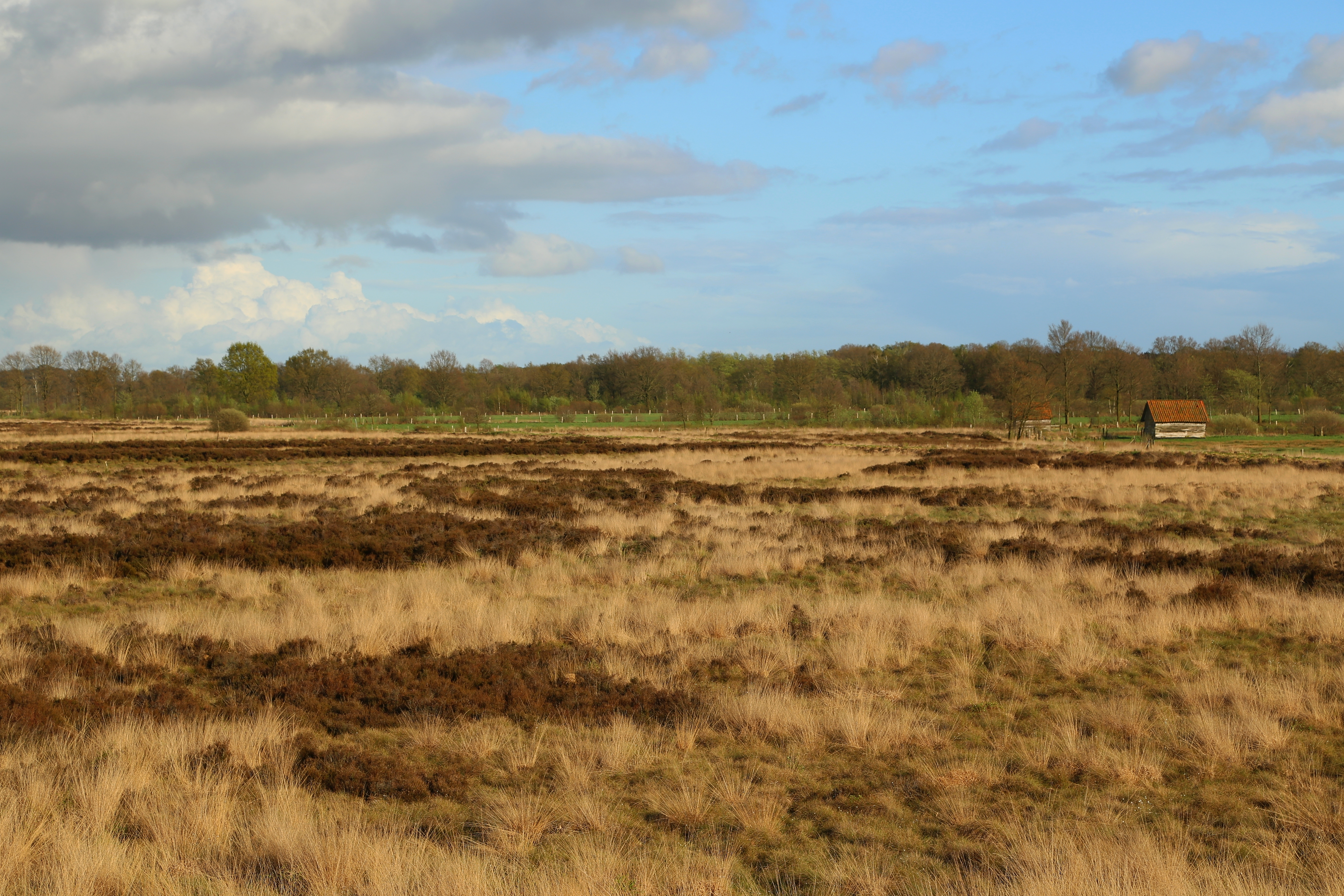
Blick über das Recker Moor

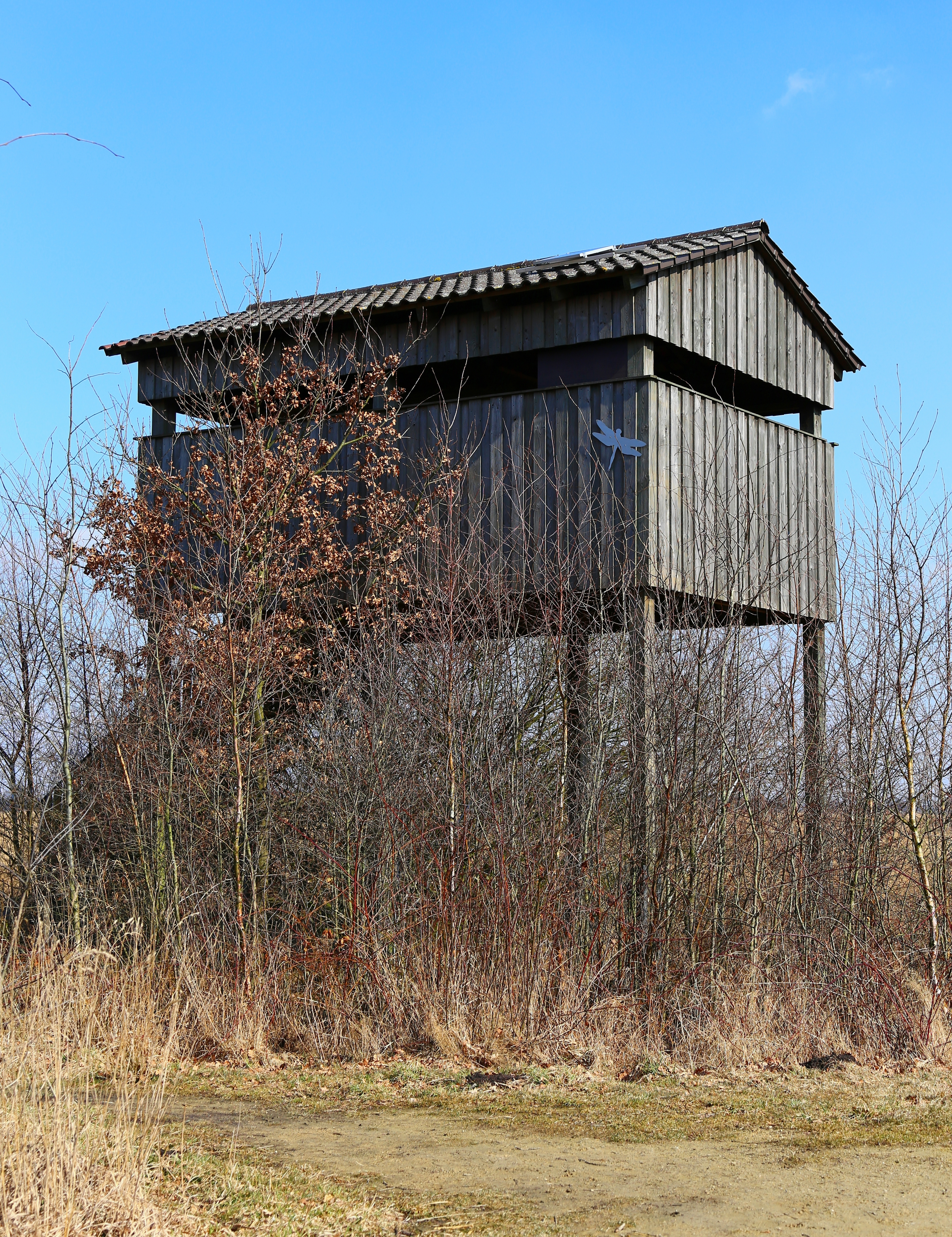
Der Libellenturm, der zweite Aussichtsturm im Moor

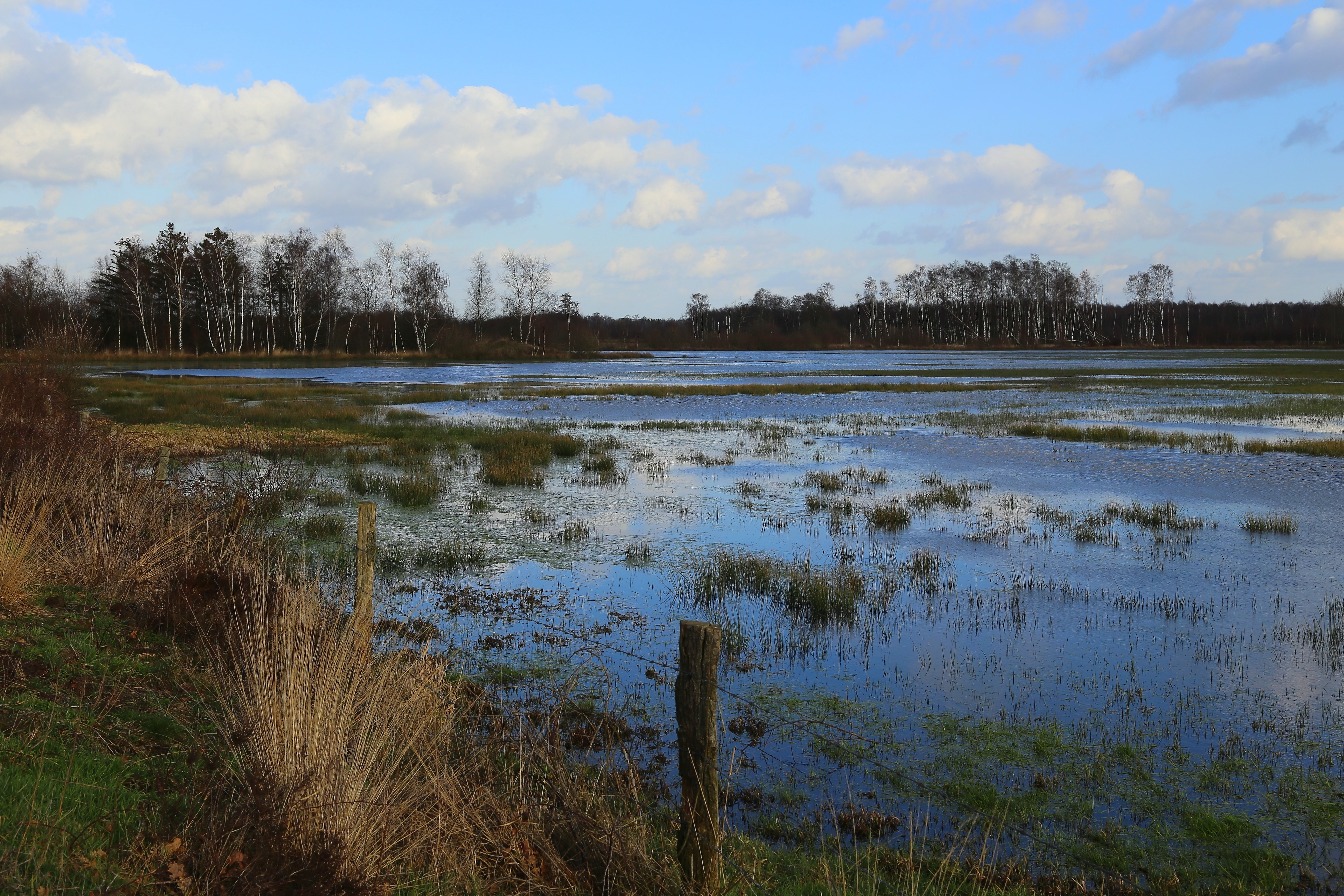
Großflächig unter Wasser stehende Feuchtwiesen im Frühjahr

Das Recker Moor ist ein 3,45 km² großes Naturschutzgebiet im Tecklenburger Land nordöstlich von Recke in der Bauerschaft Langenacker. Es bildet zusammen mit dem Mettinger Moor das FFH-Gebiet "Mettinger und Recker Moor" (FHH-Gebietsnummer 3612-301, Größe ca. 426 ha). Es gehört zu den am besten erhaltenen Moorgebieten in Nordrhein-Westfalen.
Das Naturschutzgebiet „Recker Moor“ ist ein Rest des ehemals rund 50 km² großen „Vinter Moores“, dessen Entwicklung zu einem Hochmoor vor etwa 5000 Jahren einsetzte. Torfabbau, Entwässerung und die landwirtschaftliche Nutzung führte fast bis zum vollständigen Verschwinden des bis zu 3 m tiefen Moores, bevor der Recker Teil im Jahr 1971 unter Naturschutz gestellt wurde. Das unmittelbar angrenzende Mettinger Moor folgte 1986.
Im Recker Moor ist noch die ursprüngliche Hochmoorvegetation vorzufinden, in der das Torfwachstum wieder begonnen hat, während das Mettinger Moor größtenteils aus Feuchtwiesen und Moorbirkenwald besteht. Das Gebiet bietet einer Vielzahl von Pflanzen- und Vogelarten einen Lebensraum, darunter vielen bedrohten Arten wie zum Beispiel Krickente, Bekassine, Uferschnepfe, Großer Brachvogel, Schafstelze oder auch Braunkehlchen. Unter den neun heimischen Torfmoosarten soll sich zudem das äußerst seltene Weiche Torfmoos (Sphagnum molle) befinden.
Das Naturschutzgebiet ist Teil des EU-Vogelschutzgebiets „Düsterdieker Niederung“

## Name
Ursprünglich wurde das gesamte Moor Vinter Moor oder in manchen Schriften auch Espeler Moor genannt. Das ursprüngliche Moor erfasste weite Teile der Orte Neuenkirchen, Recke und Mettingen. Mit der zunehmenden Kultivierung der verbliebenen Moorflächen entstanden die Bezeichnungen Recker Moor für das verblieben Restmoor auf dem Gebiet der Gemeinde Recke und das Mettinger Moor für die entstandenen Feuchtwiesen im Mettinger Gemeindegebiet. Da sich fast alle der heute intakten Moorflächen auf Recke konzentrieren, wird heutzutage vom Recker Moor gesprochen.

## Entstehung und Moorkultivierung
Das Vinter Moor entstand vor ungefähr 6000 Jahren aus einem Kiefern – Birken – Bruchwald. Bis um 1700 wuchs die Moorfläche, ohne durch menschliche Einflüsse gestört zu werden, und erreichte zu dieser Zeit seine größte Ausdehnung von ungefähr 50 km². Durch erste Handtorfstiche und die Moorbrandkultur begann daraufhin die Zerstörung des Moorgebietes. Der gestochene Torf wurde als Stalleinstreu oder zum Heizen verwendet, auf den Moorbrandflächen wurde Buchweizen angebaut.
Durch den Bau des Moorkanales 1870, welcher das Wasser des Moores Richtung Hopsten abführt, wurde die Kultivierung extrem beschleunigt. Nun konnte erstmals die Moorfläche systematisch großflächig entwässert werden.
Im Ersten Weltkrieg wurde durch gefangene Soldaten das Entwässerungsnetz stark vergrößert.:294 Später wurde diese Maßnahme durch Erwerbslose weitergeführt und gipfelte 1926 in der Fertigstellung des Moorhufendorf Rothertshausen mitten im Moor.
Nach der Errichtung von Entwässerungsgräben wurden Verbindungsgräben ausgeworfen und das Gebiet mittels der Deutschen Hochmoorkultur urbar gemacht. In 80 cm Tiefe wurden Tonröhren verlegt, um das Entwässern zu unterstützen. Auf der Bodendecke wurde die Vegetation beseitigt, die Oberfläche gewalzt und mit Kalk, Phosphat und Kupferschlacke gedüngt. Von 1916 bis 1926 ließen sich in Rothershausen 25 Siedler mit ihren Familien nieder.
Im Recker und Mettinger Bereich wurde hauptsächlich nur südlich des Moorkanals die Moorfläche in Acker oder Grünland umgewandelt. Im nördlichen Bereich war seit 1919 das Mettinger Torfwerk aktiv. Im und vor allem nach dem Zweiten Weltkrieg nahm der Abbau von Brenntorf per Hand wieder stark zu. Trotz des nahen Bergwerkes Ibbenbüren war der Brenntorf in der Region ein wichtiger Brennstoff in der Notzeit. 1939 wurde der Grenzgraben auf der Landesgrenze gezogen.
Von 1951 bis 1954 war der Mammutpflug der Firma Ottomeyer in Recke und Mettingen im Einsatz. Im Gebiet der Gemeinde Neuenkirchen wurde noch zu späterer Zeit Moorfläche tiefgepflügt.

## Torfwerke
Mettinger Torfindustrie
Das Mettinger Torfwerk wurde 1919 in Betrieb genommen. Seine Abbaugebiete konzentrierten sich hauptsächlich auf den Bereich der Gemeinde Mettingen aber auch in Recke. Die Torfgewinnung weitete sich so weit aus, dass 1952 schon abgetorfte Gebiete aufgeforstet oder in Acker- und Grünland umgewandelt wurden.:295
Bereits in den Sechzigerjahren gab es seitens Naturschützern das Anliegen, verbleibende Moorflächen unter Schutz zu stellen.
Am 6. Juli 1969 brannte die Torffabrik zum Teil ab. So wurden das Maschinenhaus und ein Turm ein Raub der Flammen. Nach der Beseitigung der Schäden im Wert von 250.000 DM ging die Torffabrik jedoch wieder in Betrieb.
1974 endete der Torfabbau durch das Mettinger Torfwerk, sein Besitzer war im Moor tödlich verunglückt. Heute zeugt nur die Bushaltestelle Torfwerk von der ehemaligen Anlage.
Vinter Torfindustrie
Das Torfwerk Vinter Torfindustrie wurde 1930 in Betrieb genommen. Es stellte hauptsächlich Streu- und Düngetorf her.
1991 stellte das Torfwerk den Betrieb ein. Die verbleibende, ehemalige Abbaufläche ist seitdem brachliegend und mittlerweile stark von Birken bewachsen.

## Torfstecherdenkmal

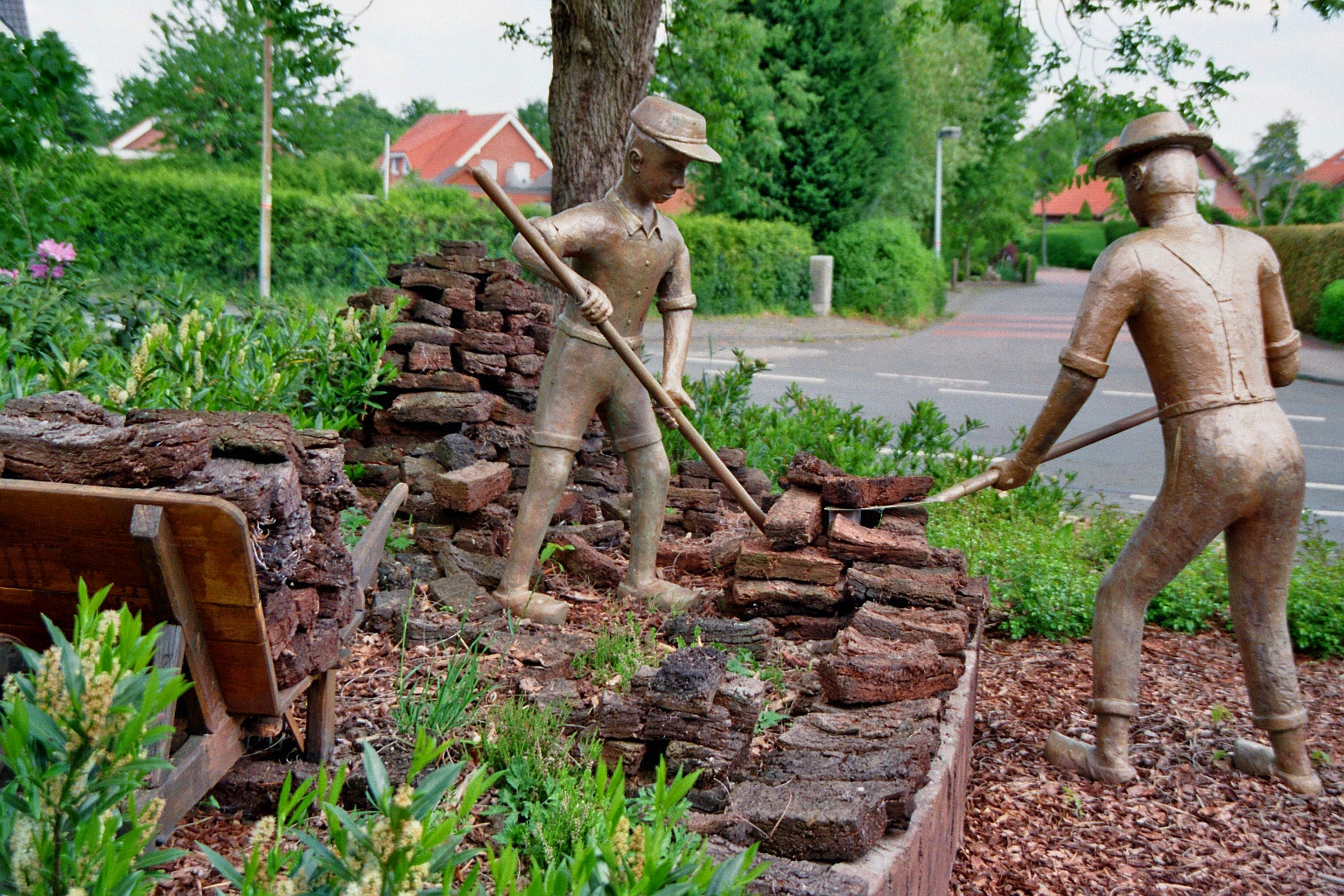
Torfstecherdenkmal: Torfstecher und Sohn bei der Arbeit

Am 20. Mai 2009 wurde das Torfstecherdenkmal des Heimatvereins Recke an der Rothershausener Straße eingeweiht. Es soll an die Zeit nach dem Zweiten Weltkrieg erinnern, als viele Recker im Moor Torf stachen, um sich mit Brennstoff zu versorgen. Die Anregung zu dem Denkmal gab der Recker Heimatforscher Werner Heukamp. Die künstlerische Gestaltung wurde von Josef Struck umgesetzt.